# Rolleston (Nowa Zelandia)
Rolleston – miasto w Nowej Zelandii. Położone we wschodniej części Wyspy Południowej, w regionie Canterbury, 6010 mieszkańców. (dane szacunkowe – styczeń 2010).